# I Испанская ала ареваков
I Испанская ала ареваков (лат. Ala I Hispanorum Arevacorum) — вспомогательное подразделение армии Древнего Рима.

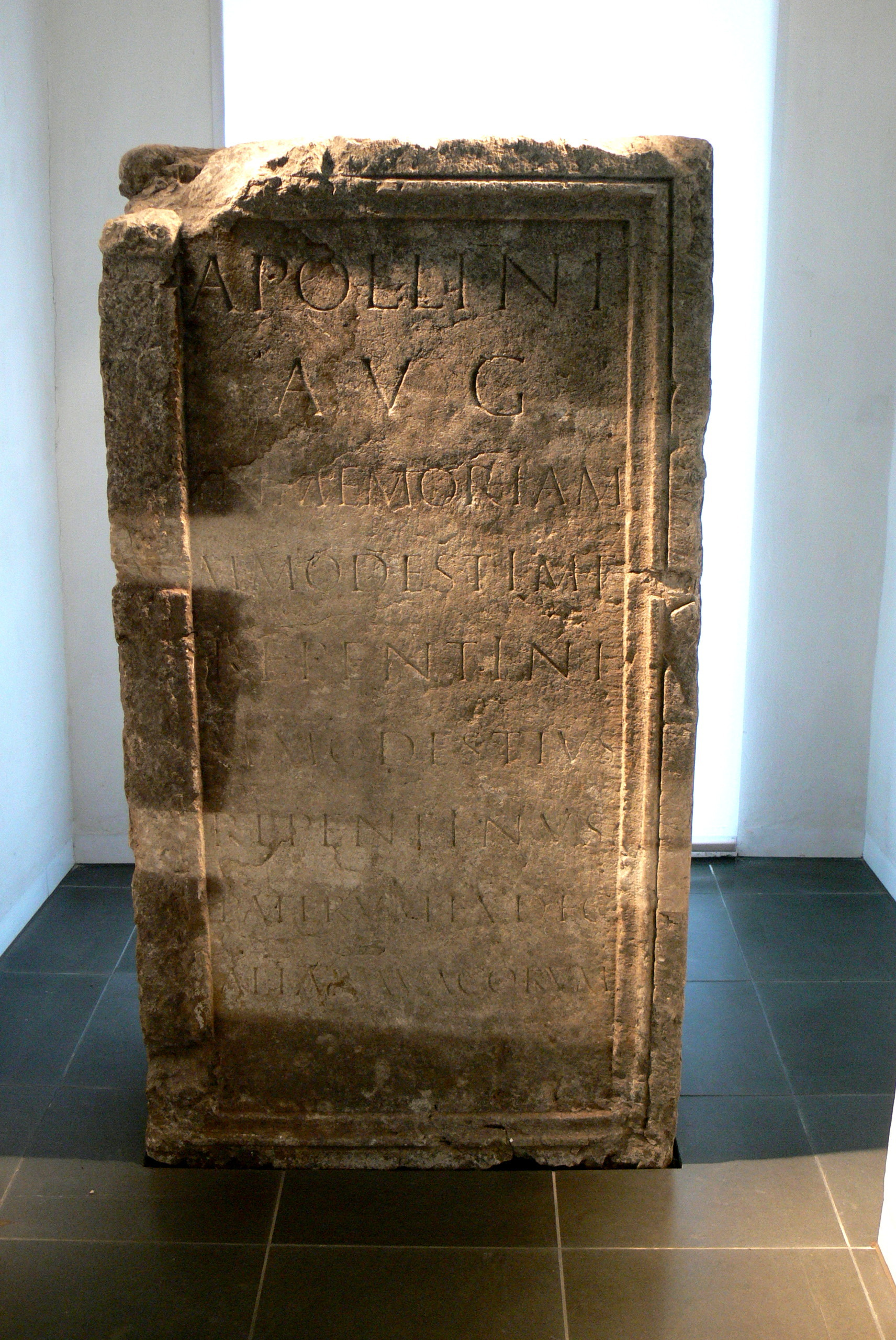
Вельс (Верхняя Австрия). Городской музей Миноритенклостер — римский отдел: монумент (2 век н. э.) Аполлону Августу, посвященный Марку Модестию, сыну Марка Модестиуса Репентина, отставному командиру I Испанской алы ареваков

Данное подразделение было набрано из кельтиберского народа ареваков в провинции Тарраконская Испания. Ряд военных дипломов от 80, 81 и 85 годов указывают на то, что оно дислоцировалось в Паннонии. Возможно, лагерь алы располагался в Аррабоне. Возможно, она там стояла ещё со времен правления Клавдия или Нерона. После разделения Паннонии подразделение вошло в состав гарнизона Верхней Паннонии. Место дислокации оно не сменило. Во времена правления императора Антонина Пия ала принимала участие в подавлении восстания в Мавретании. Возможно, позже она была переброшена в крепость Целамантия на левом берегу Дуная неподалёку от Бригециона. По всей видимости, ала воевала с маркоманнами и другими варварскими племенами при Марке Аврелии. Дальнейшая её судьба неизвестна. Предположительно, она так и оставалась стоять лагерем около Бригециона.
Согласно сведениям двух военных дипломов, в период с 145 по 146 год I Испанскую алу ареваков возглавлял Луций Абурний Север.